# Ligamentum flavum

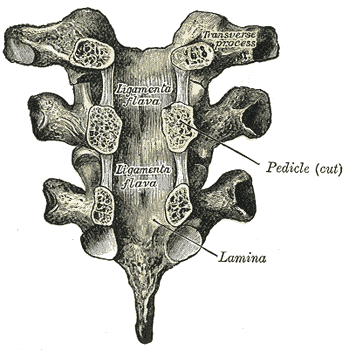
Ansicht eines Segmentes mit drei Wirbeln von vorne (ventral), Wirbelkanal geöffnet

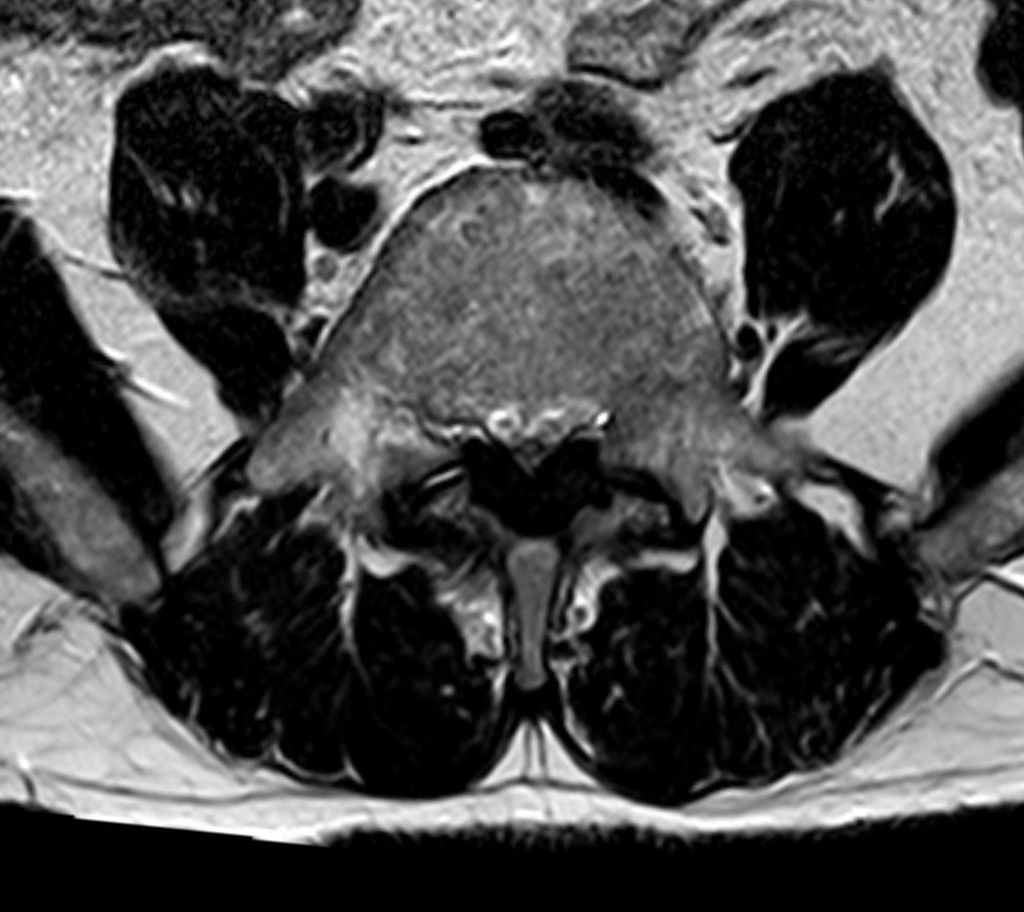
Hypertrophie der Ligg. flava auf Höhe des 5. Lendenwirbels in der MRT mit hochgradiger Einengung des Spinalkanals. Die Ligg. flava stellen sich in der MRT sehr dunkel dar (das dicke, gerundete 'V' in der Mitte).

Das Ligamentum flavum (lat. „gelbes Band“) ist ein jeweils zwischen zwei Wirbeln gelegenes, die Wirbelsäule stabilisierendes Band. 
Die Ligamenta flava sind jeweils zwischen den Wirbelbögen ausgespannt und wurden deshalb früher auch als Ligamenta interarcualia bezeichnet. Sie grenzen damit das jeweilige Zwischenwirbelloch (Foramen intervertebrale) zur Mitte (medial) und nach hinten (dorsal) ab. Ihre gelbliche Farbe wird durch scherengitterartig angeordnete, elastische Fasern hervorgerufen, die zum größten Teil diese Bänder bilden. Auch im Ruhezustand sind diese Bänder gespannt. Bei der Beugung der Wirbelsäule werden sie dann stärker gedehnt und helfen somit beim Wiederaufrichten.
Bei einer Punktion des Epiduralraums (s. Epiduralanästhesie) oder Subarachnoidalraums ist der leichte Widerstand beim Durchstechen dieses Bandes ein Hinweis für das genaue Positionieren der Kanüle.
Eine Hypertrophie der Ligamenta flava kann (oft in Kombination mit anderen Faktoren) zu einer spinalen Stenose führen.